# Maria od Ukrzyżowania Curcio
Maria od Ukrzyżowania Curcio, właśc. syc. Rosa Curcio (ur. 30 stycznia 1877 r. w Ispicy na Sycylii, zm. 4 lipca 1957 r. w Santa Marinella) – włoska tercjarka karmelitańska i apostołka, założycielka Zgromadzenia Karmelitanek Sióstr Misjonarek św. Teresy od Dzieciątka Jezus, błogosławiona Kościoła rzymskokatolickiego.
Urodziła się w wielodzietnej rodzinie. Jej rodzicami byli Salvatore Curcio i Concetta Franzo. W 1890 r. mając 13 lat wstąpiła do karmelitanek przyjmując imię Maria. W dniu 17 maja 1925 r. brała udział w kanonizacji św. Teresy od Dzieciątka Jezus. W 1925 r. założyła zgromadzenie Karmelitanek Sióstr Misjonarek św. Teresy od Dzieciątka Jezus osiadając ze wspólnotą w Santa Marinella koło Rzymu. Wspólnota została zatwierdzona w 1930 r. przez papieża Piusa XI.
Maria od Ukrzyżowania zajmowała się zarówno kontemplacją, jak i  działalnością oświatową oraz charytatywną.
Zmarła w opinii świętości mając 80 lat.
Została beatyfikowana przez papieża Benedykta XVI w dniu 13 listopada 2005 r.